# Naoum Blinder
Naoum Samoilowitsch Blinder (auch: Naum Blinder; * 19. Juli 1889 in Lutzk; † 21. November 1965 in San Francisco) war ein russisch-amerikanischer Geiger und Musikpädagoge.
Blinder studierte bis zum 14. Lebensjahr am Konservatorium von Odessa bei Pjotr Stoljarski und Alexander Fiedemann. Er besuchte anschließend das Moskauer Konservatorium und war bis 1913 oder 1914 Schüler von Adolph Brodsky am Royal Manchester College of Music. Danach kehrte er als Lehrer an das Konservatorium von Odessa zurück, wo er bis 1920 wirkte.

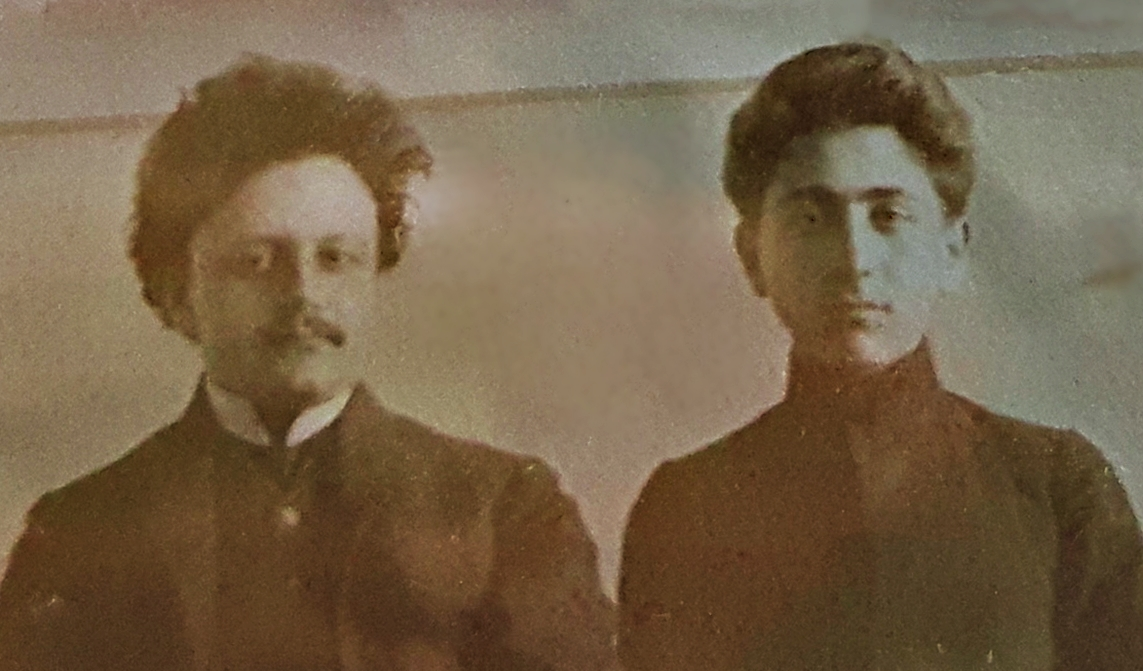
Alexander Fiedemann (links) und sein Schüler Naoum Blinder, April 1906

Er unternahm daneben als Violinsolist Konzertreisen durch Russland und den Mittleren Osten und unterrichtete von 1923 bis 1927 am Moskauer Konservatorium. 1927 ging er mit seiner Familie in die USA. Dort unterrichtete er von 1927 bis 1931 an der Juilliard School und wurde dann Konzertmeister des San Francisco Symphony Orchestra. 1935 gründete er das San Francisco String Quartet mit seinem Bruder Boris Blinder, Frank Hauser und Ferenc Molnar. Der prominenteste seiner zahlreichen Schüler war Isaac Stern, der von 1932 bis 1935 bei ihm studierte.